# Heikki Suolahti

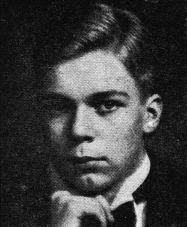
Foto van Heikki Suolahti op 1 januari 1936

Heikki Theodor Suolahti (Helsinki, 2 februari 1920 – aldaar, 27 december 1936) was een Finse componist van klassieke muziek.
Suolahti's muzikale talent bleek al op heel jonge leeftijd. Op negenjarige leeftijd werd hij leerling van Arvo Laitinen aan het conservatorium van zijn geboortestad. Hij bleef hier tot zijn dood lessen volgen.
Zijn belangrijkste voltooide werk is de Sinfonia piccola, die pas in februari 1938 voor het eerst werd uitgevoerd onder leiding van Tauno Hannikainen. Hannikainen zou ook enkele liederen van Suolahti orkestreren. De Sinfonia piccola maakte grote indruk op Jean Sibelius, die dat ook aan Suolahti's moeder liet weten. Het werk is intussen op cd verschenen en wordt in Finland nog weleens uitgevoerd.
De jonge componist was een groot bewonderaar van Richard Wagner en hij was van plan in de zomer van 1937 de Bayreuther Festspiele te bezoeken.
Zelf begon hij aan een opera: Pärttylin yö, die onvoltooid bleef.